# Fritz Hamer
Fritz Hinrich Paul Hamer (* 22. November 1912 in Hamburg; † 13. Januar 2004 in Sarasota, Florida) war ein deutscher Orchideenforscher. Angeregt durch seine Reisen und Aufenthalte in Mittelamerika, entwickelte er sich zum Erforscher der Orchideen dieser Länder. Carlos Ossenbach, costa-ricanischer Architekt und Orchideenforscher, schreibt über ihn „Fritz Hamer war während der zweiten Hälfte des 20. Jahrhunderts der bekannteste und vielleicht einzige Experte für Orchideen aus El Salvador und Nicaragua.“ Sein offizielles botanisches Autorenkürzel lautet „Hamer“.

## Leben
Fritz Hamer wuchs mit einem Bruder und einer Schwester in Hamburg auf; seine Eltern waren Johann Hamer und Dora Hamer, geborene Schlüter. Hamer zeigte schon als Kind eine zeichnerische und malerische Begabung und benutzte bereits als Schuljunge eine Staffelei dafür. Daneben begann er, zu fotografieren und die Fotos selbst zu entwickeln.
Nach dem Abitur an der Oberrealschule St. Georg in Hamburg wollte er eigentlich Zeichenlehrer werden, musste aber wegen der wirtschaftlich schwierigen Lage in Deutschland auf ein Kunststudium verzichten.
Stattdessen machte er eine Ausbildung bei einer holländischen Exportfirma, die ihn 1937 nach Venezuela und danach Guatemala schickte. Als die deutschen Truppen nach Kriegsbeginn (1939) in Holland einmarschierten, wurde Hamer und seinen deutschen Kollegen von dieser Firma gekündigt. Er kam daraufhin bei der deutschen Botschaft in Guatemala als Hilfsarbeiter unter. Mit dieser wurde er ausgewiesen, in den U.S.A. interniert und nach Deutschland zurückgeschickt, wo er 1942 zum Russlandfeldzug eingezogen wurde.
Nach Kriegsende zog Hamer erneut nach Guatemala, später nach El Salvador, wo er eine Firma gründete, die noch heute besteht. In El Salvador schrieb er den größten Teil seines Hauptwerks, Las Orquideas de El Salvador. Unter anderem forstete er am Berg El Pital mit Hilfe der anwohnenden Bevölkerung in jahrelanger Arbeit sowie mit finanzieller Hilfe El Salvadors eine große Fläche, die von der Bevölkerung abgeholzt worden war, mit 35 000 (zumeist) Kiefern neu auf. Daraus ist inzwischen ein stattlicher Wald entstanden.
1980 übersiedelte er wegen der politischen Unruhen in El Salvador mit seiner Familie in die U.S.A. nach Florida, wo er als Kurator für Orchideen bei Marie Selby Botanical Gardens Sarasota gewonnen wurde. 1991 wurde in Nicaragua eine Briefmarkenserie aufgrund seiner Arbeiten gedruckt (Illustratorin Robin Brickmann). Zu den dargestellten Orchideen gehört die von Hamers Frau Hedwig entdeckte und nach ihr benannte Orchidee Maximillaria hedwigae.

## Forschungen
1960 begann Hamer in El Salvador mit dem Sammeln, Kultivieren, Fotografieren, Zeichnen, Aquarellieren, Präparieren der Orchideen und mit deren Zuordnen. Um sie besser beobachten zu können, konstruierte er ein Orchideenhaus mit Feuchthalteanlage. An den wöchentlichen Exkursionen und der Suche nach den Orchideen beteiligte sich die ganze Familie. Die Beschreibung dieser Forschungen, Grundlage für seine Bücher, füllt zehn Aktenordner. Die wissenschaftlichen Texte schrieb er in drei Sprachen, spanisch, englisch und deutsch. Für seine Arbeit suchte er Kontakt zu Dr. Leslie A. Garay, den Direktor des Orchideen-Herbariums der Harvard University Cambridge in Massachusetts, der ihm lebenslang Mentor und Freund wurde. Hamer erhielt eine offizielle Sondergenehmigung zum wissenschaftlichen Arbeiten dort.
Nach seiner Übersiedlung nach Florida übernahm Hamer innerhalb seiner Arbeit als Kurator bei den Marie Selby Botanical Gardens Sarasota die Überarbeitung der dort verwahrten unveröffentlichten Sammlungen und Materialien über die Orchideen von Nicaragua des 1973 verstorbenen deutsch-amerikanischen Alfonso H. Heller. Es war Hamer, der dieses umfangreiche Material als Lose-Blatt-Sammlung (gebunden zwei Bände) innerhalb der Reihe Iconnes Plantarum Tropicarum zum Druck führte. Darin wies er, ergänzend, das Vorkommen der Orchideen Nicaraguas in den angrenzenden mittelamerikanischen Ländern Guatemala, Honduras, El Salvador und Costa Rica nach. Sein Arbeitsmaterial dafür füllt wiederum zahlreiche Ordner. Dem Druck Orchids of Nicaragua hat Hamer die Geschichte der Hellerschen Sammlung vorangestellt.
Außer seinen insgesamt fünf veröffentlichten Büchern über Orchideen übernahm Hamer die Übersetzung ins Deutsche der sieben Bände des Thesaurus Draculum (1988–1994) und der ersten sechs Bände von A Treasure of Masdevallia (1996–2001).

## Gedruckte Schriften
- Fritz Hamer: Orquideas Interesantes de El Salvador. In: Orquideologia 6, 1971, S. 155–159, 219–223.
- Fritz Hamer: Las Orquideas de El Salvador, I – II. Ministerio de Education Direccion de Publiicaciones, San Salvador, El Salvador, Centro América, 1974.
- Fritz Hamer: Las Orquideas de El Salvador, III. Horti Selbyani (The Marie Selby Botanical Gardens) Sarasota, Florida, U.S.A.) 1981.
- Fritz Hamer: Orchids of Nicaragua, I. Horti Selbyani, gedruckt als Lose-Blatt-Sammlung (The Marie Selby Botanical Gardens Sarasota) Sarasota, Florida, U.S.A. 1982–85 (mit einleitendem, englischem Vorwort über die Geschichte der Sammlung, 1985).
- Fritz Hamer: Orchids of Nicaragua, II. Horti Selbyani, gedruckt als Lose-Blatt-Sammlung (The Marie Selby Botanical Gardens Sarasota) Sarasota, Florida, U.S.A. 1982–85.